# Сабрина (филм, 1954)
Вижте пояснителната страница за други значения на Сабрина.
„Сабрина“ (на английски: Sabrina) е американска романтична комедия от 1954 г. на режисьора Били Уайлдър, адаптация на пиесата „Sabrina Fair“ на Самюъл Тейлър. Главните роли се изпълняват от Хъмфри Богарт, Одри Хепбърн и Уилям Холдън.

## Сюжет
Началото на филма парадира традиционния подход на приказките. Луксозното имение на западния бряг на Лонг Айлънд е дом на семейството на милионерите Лераби. Баща, майка и двама сина. По-големият Линус е умен, по-младият Дейвид в който е влюбена младата дъщеря на шофьора на семейството Сабрина. За да „излекува“ дъщеря си от любовната треска, бащата я изпраща в Париж в готварско училище. След няколко години една изискана, изтънчена красота се завръща у дома. Нейните чувства не са преминали, и сега Дейвид е подчинен на нея. Семейните планове за разширяване на бизнеса за сметка на успешен брак на сина не са заплашени: по-големият брат е готов да поеме смелостта и грижата за нежеланата булка...

## В ролите
| Изпълнител     | Роля                                   |
| -------------- | -------------------------------------- |
| Хъмфри Богарт  | Линус Лараби                           |
| Одри Хепбърн   | Сабрина Феърчайлд                      |
| Уилям Холдън   | Дейвид Лараби                          |
| Джон Уилямс    | Томас Феърчайлд, бащата на Сабрина     |
| Уолтър Хампдън | Оливър Лараби, бащата на Линус и Давид |
| Нела Уокър     | Мод Лараби, майката на Линус и Давид   |
| Марта Хайър    | Елизабет Тайсън, годеницата на Дейвид  |
| Елън Корби     | Мис Маккардъл, секретарката на Линус   |

## Награди и номинации
На 27-ите награди Оскар филмът получава шест номинации като печели в категория „най-добри костюми“. Били Уайлдър, Самюъл Тейлър и Ърнест Леман получават Златен глобус за най-добър сценарий, а Одри Хепбърн е номинирана за награда на БАФТА за най-добра британска актриса. През 2002 г. „Сабрина“ е включен в Националния филмов регистър.

## Римейк
През 1995 г. излиза едноименният римейк, в който главните роли се изпълняват от Харисън Форд, Джулия Ормънд и Грег Киниър.